# Gerhard Cordes (Philologe)

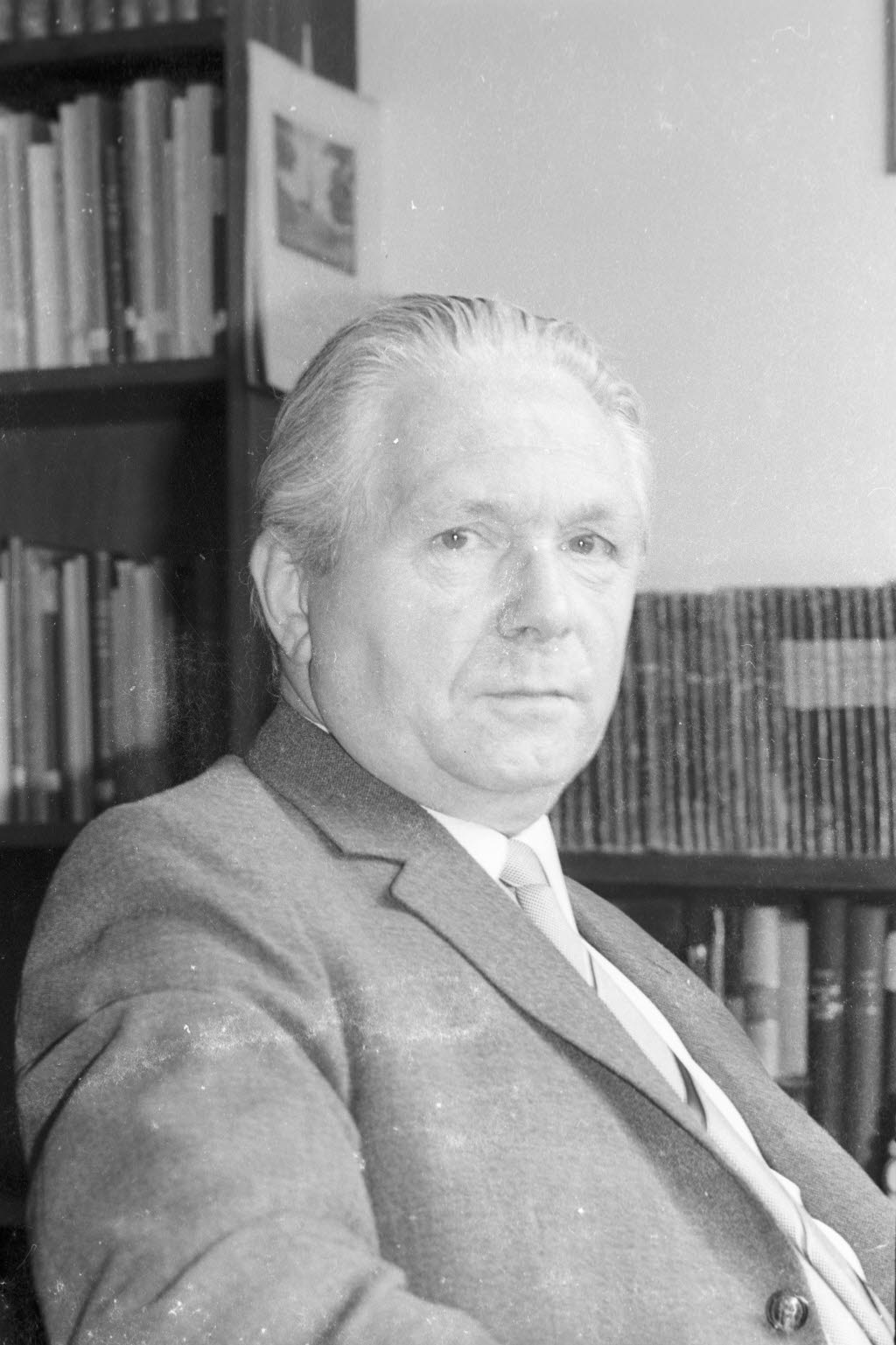
Gerhard Cordes (1968)

Gerhard Cordes (* 21. Oktober 1908 in Goslar; † 14. August 1985 in Göttingen) war ein deutscher Philologe und Hochschullehrer.

## Leben
Gerhard Cordes wurde 1908 als Sohn von Friedrich und Helene Cordes, geb. Lange, in Goslar geboren. Dort besuchte er das Realgymnasium und bestand 1927 das Abitur. Er studierte ab 1927 Geschichte und Germanistik, insbesondere niederdeutsche Philologie, in Göttingen und ab 1929 in Hamburg. Seit Beginn des Studiums 1927 gehörte er der Burschenschaft Alemannia Göttingen an. An der Universität Hamburg wurde er 1932 mit einer Dissertation über die spätmittelalterliche Schriftsprache in Goslar promoviert. Er war von 1933 bis 1942 als Assistent am Germanischen Seminar der Universität Hamburg tätig. In dieser Zeit bearbeitete er das Mittelniederdeutsche Handwörterbuch. Dieses Langzeitprojekt war 1923 von Cordes’ Lehrern Agathe Lasch und Conrad Borchling begründet worden. Im Jahr 1938 habilitierte er sich mit der Schrift Zur Sprache Eilhards von Oberg. Cordes erhielt 1942 einen Ruf an die Universität Berlin, wo er die neu eingerichtete Professur für Germanische, insbesondere Niederdeutsche Philologie, übernahm, jedoch kriegsbedingt nur wenige Monate versehen konnte. Während des Zweiten Weltkriegs leistete er mehrjährigen Kriegsdienst.
Zur Zeit des Nationalsozialismus trat Cordes im Juli 1933 in die SA ein. Dort war er als Rottenführer in seinem Zug für die politische und weltanschauliche Schulung verantwortlich. Er wurde 1936 Mitglied in der NSV und 1937 im NSD-Dozentenbund. Zum 1. Mai 1937 trat er der NSDAP bei (Mitgliedsnummer 4.051.620).

### Nach dem Zweiten Weltkrieg
Aufgrund seiner Mitgliedschaft in nationalsozialistischen Vereinigungen war Cordes die Teilnahme am Universitätsbetrieb nach Kriegsende zunächst untersagt. Er war ab 1948 als Lektor für Niederdeutsch und Niederländisch an der Universität Kiel tätig. Im Jahr 1952 wurde ihm dort eine außerordentliche Professur für Niederdeutsche Philologie übertragen. Diese wurde 1957 in eine planmäßige Professur für Deutsche, insbesondere Niederdeutsche, Philologie umgewandelt. Von 1948 bis zu seinem Tod übernahm Cordes die Leitung des Mittelniederdeutschen Wörterbuchs.
Er war seit 1930 Mitglied im Verein für niederdeutsche Sprachforschung, dessen Vorsitzender er von 1966 bis 1975 war. Im Jahr 1961 wurde er mit dem Kulturpreis der Stadt Goslar geehrt. Gerhard Cordes starb im August 1985 im Alter von 76 Jahren in Göttingen.
Cordes’ Forschungsschwerpunkt war das Mittelniederdeutsche, insbesondere des ostfälischen Sprachraums. Zu seinen wichtigen Publikationen zählen das Altniederdeutsche Elementarbuch (1973), das Handbuch zur niederdeutschen Sprach- und Literaturwissenschaft (1983, gemeinsam mit Dieter Möhn) und das über Jahrzehnte bearbeitete Mittelniederdeutsche Handwörterbuch. Weiterhin gehörten die Edition und Erforschung mittelalterlicher Texte, darunter Schriften von Hermann Bote, Braunschweiger und Goslarer Chroniken und älteste ostfälische Urkunden, zu Cordes’ Arbeitsgebieten.

## Schriften (Auswahl)
- Schriftwesen und Schriftsprache in Goslar bis zur Aufnahme der neuhochdeutschen Schriftsprache, Hamburger Verl.-Anst. Wachholtz, Hamburg 1934.
- Zur Sprache Eilhards von Oberg, Hamburger Verl.-Anst. Wachholtz, Hamburg 1939.
- Auswahl aus den Werken von Hermann Bote, Wolfenbüttel 1948.
- Niederdeutsche Mundartdichtung und Alt- und Mittelniederdeutsche Literatur, Verlag Schmidt, Berlin/Bielefeld/München 1952.
- Altniederdeutsches Elementarbuch: Wort- u. Lautlehre, Verlag Winter, Heidelberg 1973.

Festschrift
- Friedhelm Debus (Hrsg.): Festschrift für Gerhard Cordes zum 65. Geburtstag. Zwei Bände. Wachholtz, Neumünster 1963/1966, ISBN 3-529-04511-X.